# Famille Dewandre
Cette page explique l’histoire ou répertorie les différents membres de la famille Dewandre.
La famille Dewandre (olim "de Wandre") est une ancienne famille originaire de Mortier (Principauté de Liège) dont l'ascendance remonte à 1661.

## Origine
Cette famille est issue de François de Wandre (1661-1737), drapier à Liège, fils de Winand de Wandre et époux d'Hélène Loly.

## Personnalités
À cette famille appartiennent :
- François de Wandre (1661-1737), drapier à Liège ;
- François-Joseph de Wandre (1691-1773), drapier à Liège, fils du précédent ;
- Henri-Joseph Dewandre (1730-1806), sculpteur sur bois à Liège, fils du précédent ;
- François-Joseph Dewandre (1758-1835), sculpteur-architecte, fils du précédent ;
- Barthélemy-François Dewandre (1791-1871), avocat général près la Cour de cassation à Bruxelles, fils du précédent ;
- Henri de Wandre (1790-1862), homme politique belge, membre du Congrès national, frère du précédent ;
- Barthel Dewandre (1822-1893), homme politique belge, vice-président du Sénat, fils de Barthélemy-François ;
- Franz Dewandre (1851-1925), bâtonnier du barreau de Charleroi, échevin de l'Instruction publique de Charleroi, fils du précédent ;
- Georges Dewandre (1853-1932), ingénieur, fondateur des Ateliers Germain avec ses frères Edmond, Franz et Paul et 7 autres, frère du précédent[2];
- Edmond Dewandre (1855-1925), avocat et homme politique, frère du précédent ;
- Paul Dewandre (1866-1953), ingénieur, fondateur puis président des Automobiles Germain, président de la Fabrique de fer de Charleroi, frère des précédents ;
- Germaine Dewandre (1881-1944), fille de Franz, directrice de l'hôpital civil Reine Astrid à Charleroi, présidente de la Croix-Rouge (section Charleroi). Médaille Florence Nightingale 1947. Chevalier des Ordres de la Couronne et de Léopold II. Lâchement assassinée à Mont-sur-Marchienne par les rexistes dans la nuit du 17 au 18 août 1944.
- Albert Dewandre (1884-1964), ingénieur, industriel belge inventeur du servo-frein Dewandre, vice-président de la FN , fils de Georges ;
- Paul Dewandre (° 1961), auteur et comédien belge (Les hommes viennent de Mars, les femmes viennent de Vénus)[3], ancien chef d'entreprise, arrière-arrière-petit-fils de Barthel Dewandre ;
- Nicole Dewandre (° 1959), scientifique[4], sœur du précédent ;
- Thierry Dewandre (° 1952), arrière-petit-fils de Franz, PhD en physique nucléaire (USA), ingénieur retraité de l'ESA (Pays-Bas).

Non-rattaché :
- Roger Dewandre (1918-2003), polytechnicien, volontaire de guerre dans la brigade Piron (décoré de la Military Cross) et lieutenant-général[5].

## Héraldique
Les armoiries de la famille Dewandre se blasonnent : "Coupé de gueules et d'azur à la fasce d'or brochante, accompagnée en chef d'une aigle bicéphale d'argent et en pointe de trois étoiles rangées du même. L'écu surmonté d'un heaume d'argent, grillé, colleté et liseré d'or, doublé et attaché de gueules, aux bourrelet et lambrequins d'azur et d'argent. Cimier : une fleur de lis d'argent".
"Dévolution : pour lui-même et ses descendants porteurs du nom ainsi que pour tous les descendants porteur du nom qui le souhaitent issus de François de WANDRE (1661-1737) et de Helwide LOLY († 1742)".
Ces armoiries ont été enregistrées par Monsieur Bruno Dewandre le 12 janvier 2013 et ont paru dans le Moniteur belge le 26 août 2013. 
Bruno Dewandre donne plus de détails sur ses armoiries familiales dans une note parue en février 1998 à la suite de l'enregistrement des armoiries de sa famille par l'office généalogique et héraldique de Belgique le 10 janvier 1998. L'origine de ces armoiries "se trouve dans un document manuscrit datant des années 1780 et qui est conservé à la Bibliothèque « Les Chiroux » de la Ville de Liège sous le code MS435". Le manuscrit MS435 est le « livre des métiers » de Michel de Wandre.
Il mentionne que : 
- L'aigle bicéphale est le "blason" du métier de drapier ;
- À la page 14 du manuscrit MS435 se trouve une attestation certifiée copie conforme mentionnant François de Wandre, fils de Winand, comme appartenant au bon métier de drapier en 1685 ;
- En première page du manuscrit se trouve l'original des armes des de Wandre qui est un tiercé contenant en chef une aigle bicéphale d'argent.

Ces éléments laissent donc penser que ces armes étaient déjà portées par François de Wandre, fils de Winand.

## Alliances
Les principales alliances de la famille sont : Macar (de), Haussy (de ou De), Rolin Jaequemyns, San (de), Bauchau, Prelle de la Nieppe (de), Lalieux (de), Jacquier de Rosée (de), Dorlodot (de), Neve de Roden (de), Spirlet (de), Henry de Faveaux…